# Silvio Passarini
Silvio Passerini (Cortona, Itàlia, 1469 - Città di Castello, Itàlia, 20 d'abril de 1529) va ser un bisbe i cardenal italià.
Fill de Rosat Passerini i de Margherita del Braca, oriünds de Florència, va ser educat a la cort del príncep Lorenzo de Medici al costat del fill d'aquest Giovanni de Lorenzo, amb qui va travar una duradora amistat; tots dos es van trobar a la guerra de la Lliga de Cambrai i van ser fets presoners, i el 1513, quan Giovanni va ser coronat papa amb el nom de Lleó X, Passerini va començar a acumular beneficis i a ascendir a la Cúria sota el seu patrocini.
Datari des de gener de 1514, va ser creat cardenal prevere al consistori de l'1 de juliol de 1517, rebent poc després el capel i el títol de 'Sant Llorenç in Lucina', que durant un breu període va canviar pel de San Pietro in Vincoli. En la seva dignitat cardenalícia va participar en el conclave de 1521-22 en què va ser elegit papa Adrià VI i en el de 1523 en què va sortir Climent VII. Va ser administrador de la seu de Sarno entre 1518-19, llegat papal a Umbria, bisbe de Cortona des de 1521, administrador de la diòcesi de Barcelona des de 1525 i de la d'Assís des de l'any següent, i regent de Florència durant les absències del duc Alexandre de Mèdici.
Mort el 1529 als 60 anys, va ser enterrat a la catedral. El 1581, però, el seu cos fou traslladat a la Basílica de San Pietro in Vincoli de Roma.